# Stazione di Ururi-Rotello
Stazione di Ururi-Rotello vasútállomás Olaszországban, Molise régióban, Ururi településen.

## Vasútvonalak
Az állomást az alábbi vasútvonalak érintik:
- Termoli–Venafro-vasútvonal

## Kapcsolódó állomások
A vasútállomáshoz az alábbi állomások vannak a legközelebb: 
- Stazione di Piane di Larino
- Stazione di Larino